# 新しい政策研究会
新しい政策研究会（あたらしいせいさくけんきゅうかい）は、日本の政治団体。会長は小沢一郎。略称は新政研。

## 概要
小沢グループは菅直人政権時代から党内主流派との対立を深めており、後継の野田佳彦政権下においても政権が進めようとする消費税増税などに激しく反発していた。
こうした中の2011年12月、小沢グループに所属する複数の議員が離党の動きを見せ、小沢一郎自身も離党して石原慎太郎や亀井静香とともに保守第三極政党を結成するのでは、との話も報じられた。しかし、小沢は周辺の議員に「慎重に行動するように」と呼び掛け、党内に複数存在する小沢を支持するグループの統合に向けて動き出した。2012年9月に行われる党代表選での小沢の「返り咲き」を狙っているともいわれていた。
当初、小沢を支持する一新会、北辰会、参議院の議員グループの3派の統合が検討されたが、党内に軋轢を生むとの慎重論もあったため、3グループの枠組みを残したまま、12月21日に小沢自身を会長とする新しい政策研究会が結成された。また、民主党以外の議員も参加できる超党派の形となった。
2011年12月当初、民主党、新党きづな、新党大地・真民主、減税日本、無所属の国会議員106人が所属していた。
2012年7月、小沢自身が多数の側近議員らを引き連れて民主党を集団離党し新党「国民の生活が第一」を結成した。新党は民主党と対立する野党というスタンスを取る。
2012年12月の第46回衆議院議員総選挙と2013年7月の第23回参議院議員通常選挙でほとんどの所属議員が落選し、公式サイトも2012年11月を最後に更新されておらず、組織自体が消滅した。しかし、2019年4月に、国民の生活が第一を引き継いだ自由党は民進党を引き継いだ国民民主党と合流し、さらに2020年9月の新立憲民主党への合流により、小沢を中心とする党内グループの存在が再び報じられている。

## 新しい政策研究会役員
| 会長     | 事務総長 | 事務局長 | 事務総長代理 | 常任幹事                     | 顧問              | オブザーバー |
| -------- | -------- | -------- | ------------ | ---------------------------- | ----------------- | ------------ |
| 小沢一郎 | 東祥三   | 鈴木克昌 | （空席）     | 村上史好 室井邦彦 小見山幸治 | 原口一博 山田正彦 | 松野頼久     |

## 結成時の所属議員
当時106人。
▲：2012年6月26日に衆議院本会議において，消費税増税法案に欠席あるいは棄権した議員

### 当時在籍していた現職議員
| 立憲民主党（13）                | 立憲民主党（13）                   | 立憲民主党（13）             | 立憲民主党（13）                      |
| 衆議院（12）                    | 衆議院（12）                       | 衆議院（12）                 | 衆議院（12）                          |
| ------------------------------- | ---------------------------------- | ---------------------------- | ------------------------------------- |
| 小沢一郎 （19回、岩手3区）      | 原口一博 （10回、佐賀1区）▲        | 川内博史（8回、鹿児島1区）   | 階猛 （7回、岩手1区）                 |
| 伴野豊 （7回、愛知8区）         | 福田昭夫 （7回、栃木1区）▲         | 松木謙公 （7回、北海道2区）● | 奥野総一郎 （6回、千葉9区）           |
| 今井雅人 （5回、岐阜4区）       | 佐藤公治 （5回・参院1回、広島5区） | 山岡達丸 （4回、北海道9区）▲ | 岡島一正 （4回、比例南関東・千葉3区） |
| 参議院（2）                     |                                    |                              |                                       |
| 森裕子 （4回、比例区）          | 徳永エリ （3回、北海道）           |                              |                                       |
| 日本維新の会（3）               |                                    |                              |                                       |
| 衆議院（2）                     |                                    |                              |                                       |
| 空本誠喜 （3回、広島4区）▲      | 梅村聡 （1回・参院2回、大阪3区）   |                              |                                       |
| 参議院（1）                     |                                    |                              |                                       |
| 石井章 （2回・衆院1回、比例区） |                                    |                              |                                       |

### 元職議員

#### 元衆議院議員
- 民主党→民進党
  - 三井辨雄[注釈 3]（4回、北海道2区）
  - 神風英男[注釈 3]（3回、埼玉4区）
  - 中塚一宏[注釈 3]（3回、神奈川12区）
  - 仲野博子[注釈 3]（3回、比例北海道）
  - 松宮勲[注釈 3]（3回、比例北陸信越・福井3区）
  - 和田隆志[注釈 3]（3回、広島7区）
  - 橋本清仁[注釈 3]（2回、宮城3区）▲
  - 石森久嗣[注釈 3]（1回、栃木1区）▲
  - 大西孝典[注釈 3]（1回、比例近畿・奈良4区）
  - 柳田和己[注釈 3]（1回、比例北関東・茨城7区）▲
- 希望の党
  - 小沢鋭仁[注釈 5]（8回、比例近畿）▲
  - 松野頼久[注釈 5][注釈 2]（6回、比例九州・熊本1区）　
  - 畑浩治[注釈 1][注釈 2]（2回、比例東北・岩手2区）
  - 高松和夫[注釈 1][注釈 2]（1回、比例東北）
  - 水野智彦[注釈 1][注釈 2]（1回、比例南関東）
- 立憲民主党
  - 吉田治[注釈 3]（4回、大阪4区）
  - 石川知裕[注釈 4][注釈 2]（3回、比例北海道・北海道11区）
  - 樋高剛[注釈 1][注釈 2]（3回、神奈川18区）
  - 村上史好[注釈 1][注釈 2]（3回、比例近畿・大阪6区）
  - 渡辺浩一郎[注釈 1][注釈 2]（2回、比例東京）
  - 豊田潤多郎[注釈 1][注釈 2]（2回、比例近畿）
  - 石原洋三郎[注釈 1][注釈 2]（1回、福島1区）
  - 岡本英子[注釈 1][注釈 2]（1回、神奈川3区）
  - 金子健一[注釈 1][注釈 2]（1回、比例南関東・千葉11区）
  - 川島智太郎[注釈 1][注釈 2]（1回、比例東京）
  - 木村剛司[注釈 1][注釈 2]（1回、東京14区）
  - 黒田雄[注釈 1][注釈 2]（1回、千葉2区）
  - 武内則男[注釈 3]（1回・参院1回、比例四国）
  - 萩原仁[注釈 1][注釈 2]（1回、大阪2区）
  - 皆吉稲生[注釈 3]（1回、比例九州・鹿児島4区）
- 日本維新の会
  - 内山晃[注釈 2][注釈 1][注釈 6]（3回、千葉7区）
  - 木内孝胤[注釈 1][注釈 2]（2回、比例東京・東京9区）
- 生活の党→自由党
  - 東祥三[注釈 1][注釈 2]（5回、東京15区）
  - 鈴木克昌[注釈 1][注釈 2]（5回、比例東海・愛知14区）
  - 古賀敬章[注釈 1][注釈 2]（2回、福岡4区）
  - 中川治[注釈 1][注釈 2]（2回、大阪18区）
  - 松崎哲久[注釈 1][注釈 2]（2回、埼玉10区）
  - 大谷啓[注釈 1][注釈 2]（1回、大阪15区）
  - 大山昌宏[注釈 1][注釈 2]（1回、比例東海）
  - 菊池長右ェ門[注釈 1][注釈 2]（1回、比例東北）
  - 京野公子[注釈 1][注釈 2]（1回、秋田3区）
  - 熊谷貞俊[注釈 1][注釈 2]（1回、比例近畿）
  - 小林正枝[注釈 1][注釈 2]（1回、比例東海）
  - 菅川洋[注釈 1][注釈 2]（1回、比例中国・広島1区）
  - 中後淳[注釈 1][注釈 2]（1回、比例南関東・千葉12区）
  - 福嶋健一郎[注釈 1][注釈 2]（1回、熊本2区）
- れいわ新選組
  - 辻恵[注釈 1][注釈 2]（2回、大阪17区）
- 自由民主党
  - 浅野貴博[注釈 4][注釈 2]（1回、比例北海道）
  - 熊田篤嗣[注釈 1][注釈 2]（1回、大阪1区）
- 無所属・その他
  - 黄川田徹[注釈 3]（6回、岩手3区）▲
  - 小林興起[注釈 1][注釈 2]（5回、比例東京）
  - 山田正彦[注釈 1][注釈 2]（5回、長崎3区）
  - 玉城デニー[注釈 1][注釈 2]（4期、沖縄3区）
  - 太田和美[注釈 1]（3回、比例南関東・千葉8区）●
  - 奥村展三[注釈 3]（3回・参院1回、滋賀4区）
  - 若井康彦[注釈 3]（3回、比例南関東）
  - 横山北斗[注釈 1][注釈 2]（2回、青森1区）
  - 石田三示[注釈 1][注釈 2]（1回、比例南関東）
  - 石山敬貴[注釈 3][注釈 2]（1回、宮城4区）
  - 笠原多見子[注釈 1][注釈 2]（1回、比例東海）
  - 川口浩[注釈 5]（1回、比例北関東）
  - 坂口岳洋[注釈 3]（1回、山梨2区）
  - 佐藤夕子[注釈 1][注釈 2]（1回、愛知1区）
  - 瑞慶覧長敏[注釈 7][注釈 2]（1回、沖縄4区）
  - 高橋英行[注釈 3]（1回、比例四国・愛媛4区）
  - 田中美絵子[注釈 3]（1回、比例北陸信越・石川2区）
  - 中野渡詔子[注釈 1][注釈 2]（1回、比例東北・青森2区）
  - 橋本勉[注釈 1][注釈 2]（1回、比例東海・岐阜2区）
  - 三宅雪子[注釈 1][注釈 2]（1回、比例北関東・群馬4区）
  - 渡辺義彦[注釈 1][注釈 2]（1回、比例近畿）

#### 元参議院議員
- 民主党→民進党
  - 中村哲治[注釈 1]（1回・衆院2回、奈良県）
  - 西村正美[注釈 3]（1回、比例区）
- 立憲民主党
  - 友近聡朗[注釈 1]（1回、愛媛県）
  - はたともこ[注釈 1]（1回、比例区）
  - 姫井由美子[注釈 1]（1回、岡山県）
- 国民民主党
  - 広野允士[注釈 1]（2回・衆院1回、比例区）
- 生活の党→自由党
  - 谷亮子[注釈 1]（1回、比例区）
- 日本維新の会
  - 室井邦彦[注釈 3]（3回・衆院1回、比例区）
  - 外山斎（1回、宮崎県）
- 自由民主党
  - 尾立源幸[注釈 3]（2回、大阪府）
- 無所属
  - 行田邦子（2回、埼玉県）
  - 主濱了[注釈 1]（2回、岩手県）
  - 田城郁[注釈 3]（2回、比例区）
  - 大久保潔重[注釈 3]（1回、長崎県）
  - 小見山幸治[注釈 3]（1回、岐阜県）
  - 平山幸司[注釈 1]（1回、青森県）
  - 藤原良信[注釈 1]（1回、比例区）
  - 安井美沙子[注釈 3]（1回、愛知県）
  - 米長晴信（1回、山梨県）

## 一新会・北辰会・木曜会
新しい政策研究会の前段階。これらを存続させた上で、合同勉強会という形で結成された。
しかしながら、それらに所属している当時現職議員の中には参加しなかった者も少なからず存在する。

当時の不参加議員
| 一新会               | 一新会               | 一新会               | 一新会             | 一新会               |
| -------------------- | -------------------- | -------------------- | ------------------ | -------------------- |
| 海江田万里（衆議院） | 松原仁（衆議院）     | 田嶋要（衆議院）     | 牧義夫（衆議院）   | 小宮山泰子（衆議院） |
| 武正公一（衆議院）   | 山口壮（衆議院）     | 菊田真紀子（衆議院） | 津島恭一（衆議院） | 吉田泉（衆議院）     |
| 村井宗明（衆議院）   | 小林憲司（衆議院）   | 高山智司（衆議院）   | 糸川正晃（衆議院） | 若泉征三（衆議院）   |
| 北辰会               |                      |                      |                    |                      |
| 高橋昭一（衆議院）   | 笠原多見子（衆議院） | 近藤和也（衆議院）   | 柴橋正直（衆議院） | 長尾敬（衆議院）     |
| 橋本博明（衆議院）   | 三輪信昭（衆議院）   |                      |                    |                      |
| 木曜会               |                      |                      |                    |                      |
| 田中直紀（参議院）   | 谷岡郁子（参議院）   | 川上義博（参議院）   |                    |                      |